# Одегов Віталій Олексійович
Віталій Олексійович Одегов (нар. 13 червня 1975) — український футзаліст та тренер.

## Життєпис
Розпочинав футзальну кар'єру в Харкові в складі команди «Інга». З 1998 по 2000 рік виступав у Запоріжжі, захищаючи кольори місцевого ДСС. Після цього переїхав до російського Єкатеринбурга, де з 2000 по 2002 рік грав за «Альфу», а з 2002 по 2006 рік — за «Сінара» (Єкатеринбург). Після цього повернувся до Харкова і з 2008 по 2011 роки грав за місцевий «Локомотив».
Бронзовий призер чемпіонату України з футзалу (2000, 2011). Володар Кубку України (2009). Бронзовий (2003, 2004, 2005) і срібний (2006) призер чемпіонату Росії, володар Кубку Росії (2002) і Кубка володарів кубків (2002).
З серпня 2016 року очолює юнацькі збірні України з футзалу U-17 і U-19.